# Monestir de Santa Clara de Xàtiva
El Monestir de Santa Clara, Reial Monestir de l'Assumpció, o simplement Santa Clara, és un antic convent situat a Xàtiva (la Costera), és un edifici conventual d'estils gòtic i barroc construït en el segle xiv i amb posteriors reformes i ampliacions dels segles xvi al xviii, que va ser fundat extramurs l'any 1325, però que en una reforma posterior de la muralla, va quedar inserit dins d'aquesta.
Les obres d'aquest monestir i les del convent de franciscans van ser coetànies del mateix orde, masculina i femenina, i les seues traces o execució es deuen molt probablement al mateix mestre d'obres, seguint pautes de distribució i d'ornamentació molt semblants.

## Arquitectura
El monestir formava un quadrilàter d'aproximadament 70 per 70 metres, organitzat al voltant d'un claustre. En el segle xvii es va augmentar el claustre, encara que l'original gòtic va quedar intacte i l'església, d'arcs perpanys, va ser recoberta amb una volta de canó amb llunetes. Al segle xviii va patir els efectes del terratrèmol del 1748, ressentint-se l'estructura del temple, per la qual cosa es van substituir els arcs per una coberta de cintres en tisora de fusta, ocultes per la volta del segle xvii.

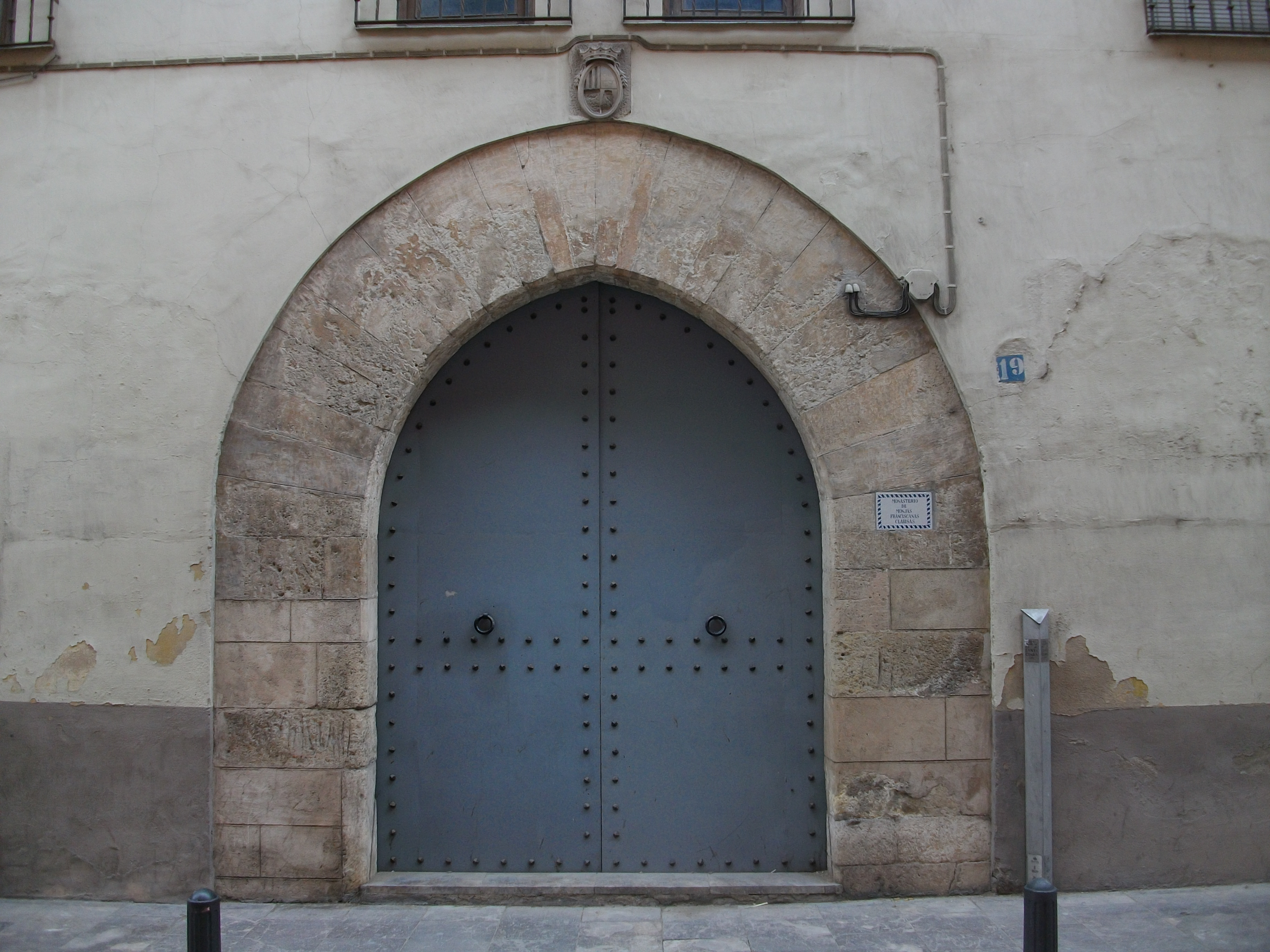
Portada gòtica de Santa Clara

La resta del temple gòtic es manté amb el revestiment de maçoneria en el XVII, amb els contraforts originals de pedra davall els lluïts d'algeps.
Durant la Guerra Civil una part del monestir va ser confiscat per construir un mercat i es va dinamitar el claustre, quedant actualment en la zona de la porteria, la porta ogival de dovelles llises, per la qual s'accedix al monestir des del carrer Montcada.
L'església existent actualment és un temple d'una sola nau, alçat en el segle xiv, amb contraforts interiors i capelles entre ells. Als peus del temple hi ha una dependència amb volta de creueria. D'ella partixen dos escales: una, anomenada per la comunitat "Secreta", i construïda en el segle xvii en una caixa de maçoneria. L'escala només era utilitzada en Setmana Santa, i comunica amb l'avantsala del cor alt que és la mateixa avantsala que dona a la zona de dormitori. L'altra escala, junt amb l'anterior, era d'ús diari. L'església té una espadanya de dos vans, rematada en frontó, alçada en el XVII.
Formant angle recte amb l'església, des de la plaça de la Trinitat fins a quasi arribar a l'Albereda, s'alça un imponent cos d'edificació, les dimensions del qual aproximades són uns 12 metres d'ample, 15 metres d'alt i uns 40 d'ample. Una gran nau medieval. Es tracta d'una construcció del tres-cents, de potents i elevats arcs de pedra amb aresta, que sustenten una coberta a dos aigües. Els contraforts són interiors. En el segle xviii es va construir a mitjana altura un forjat, de manera que l'espai va quedar dividit en dos nivells. En l'inferior es va instal·lar llavors el refectori.

## Edifici i ús
El 2002 les religioses clarisses deixaren el monestir per traslladar-se a la pròxima localitat de Canals. Des de llavors l'edifici va romandre buit i sense ús. El 2018 l'Ajuntament de Xàtiva va acordar la compra del monestir per dos milions d'euros a una filial immobiliària del Banc Santander.
La Generalitat Valenciana i l'Ajuntament acordaren en novembre de 2018 el trasllat dels jutjats i l'adequació com a nou Palau de Justícia de Xàtiva.
El 27 de juliol de 2020, en un acte solemne al Palau de la Generalitat de València es va anunciar que Raimon i Annalisa Corti donarien el seu llegat a Xàtiva, creant una fundació que s'ubicarà al convent de Santa Clara.